# Ngumba
Ngumba is een Bantoetaal die wordt gesproken in Kameroen, langs de kust bij de grens met Equatoriaal-Guinea. De taal heeft in totaal ongeveer 70 000 sprekers, waarvan het grootste deel in Kameroen (8900 in Equatoriaal-Guinea).
Ngumba is een toontaal.